# Libertad religiosa en Bután

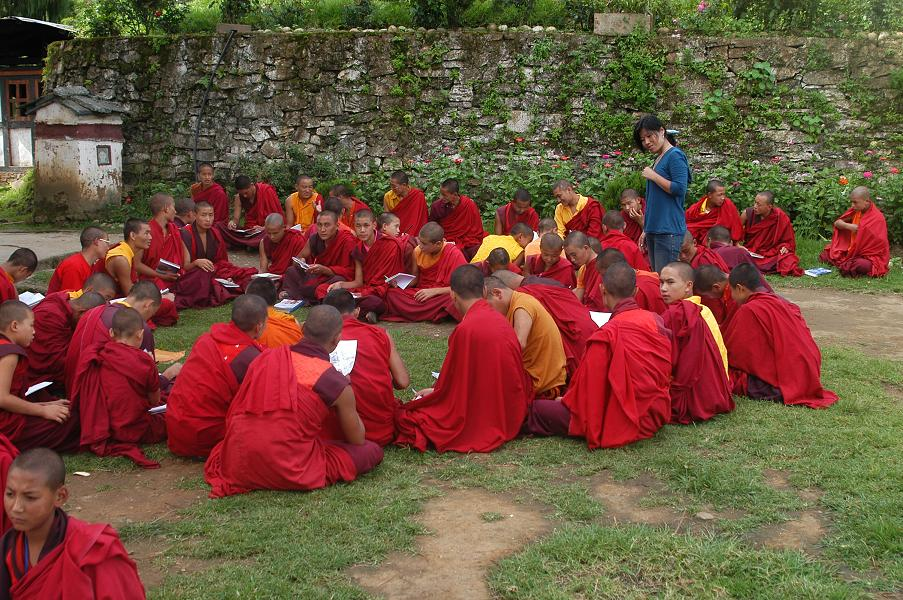
Monjes budistas en Punakha, Instituto Budista Nalanda, Profesores voluntarios en Bután

La Constitución de Bután de 2008 y la ley anterior prevén la libertad de religión en Bután; sin embargo, el gobierno ha limitado la actividad misionera no budista, impidiendo que misioneros de otros grupos religiosos ingresen al país, limitando la construcción de edificios de otras religiones y restringiendo la celebración de algunos festivales no budistas. El budismo Drukpa Kagyu (Mahāyāna) es la religión del estado, aunque en las zonas del sur muchos ciudadanos practican abiertamente el hinduismo. Desde el año 2015, el hinduismo es también considerada religión nacional del país. Por lo tanto, el monarca ha alentado a construir templos hindúes y ese año el rey celebró el Dashain (festival hindú), comúnmente conocido por la victoria del bien sobre el mal en la comunidad hindú. 
Hasta 2007, no hubo informes de violencia asociada con la presión para ajustarse a las creencias Mahāyāna. Tampoco hubo informes de abuso o discriminación social basados en creencias o prácticas religiosas. Si bien no hubo informes de repetición de los excesos conformistas de finales de los años ochenta y principios de los noventa, prevaleció la presión social y gubernamental para cumplir con las normas Drukpa Kagyupa.

## Demografía religiosa
Aproximadamente entre dos tercios y tres cuartos de la población practican el budismo Drukpa Kagyu o Nyingma, disciplinas pertenecientes al budismo Mahayana. Aproximadamente una cuarta parte de la población es de etnia nepalí y practica el hinduismo. Ellos viven principalmente en el sur y siguen las escuelas shaivite, vaishnavite, shakta, ghanapathi, puránica y védica. Los cristianos, tanto católicos como protestantes y no religiosos, constituyen menos del uno por ciento de la población. Bön, el sistema de creencias animista y chamánico del país, gira en torno al culto a la naturaleza y es anterior al budismo. Muy pocos ciudadanos se adhieren exclusivamente a este grupo religioso.

## Marco legal
La ley de mayor autoridad respecto a la libertad religiosa en Bután es su Constitución. Otras leyes auxiliares de la legislación butanesa proporcionan el marco sustantivo y procesal para garantizar la libertad religiosa y regular las entidades religiosas. La libertad de religión en Bután está determinada por la evolución de las leyes y políticas del gobierno butanés en relación con la discriminación, organizaciones, seguridad nacional y orden social, y el derecho de familia. Aunque la Asamblea Nacional de Bután había prohibido la práctica abierta de las religiones no budistas y no hindúes al aprobar resoluciones en 1969 y en 1979, el marco legal actual proporciona inequívocamente la libertad religiosa para todos.

### Constitución
La constitución de 2008 afirma que la secta Drukpa Kagyu es la religión del estado, aunque designa al rey de Bután como protector de todas las religiones en Bután. Bajo el marco constitucional actual, la libertad de religión está garantizada; sin embargo, la constitución limita la actividad política de las figuras religiosas y el proselitismo. 
Según la constitución, las instituciones y personalidades religiosas tienen el deber "de promover la herencia espiritual del país y al mismo tiempo asegurar que la religión permanezca separada de la política" y que las instituciones y personalidades religiosas permanezcan "por encima de la política", que se interpreta para descalificar a los monjes registrados para votar y postularse para un cargo. La constitución prohíbe además los partidos políticos o actividades basadas en la religión.
La constitución garantiza a todos los ciudadanos butaneses "el derecho a la libertad de pensamiento, conciencia y religión. Ninguna persona será obligada a pertenecer a otra fe mediante coacción o incentivo". Además establece "todas las personas son iguales ante la ley y tienen derecho a una protección igual y efectiva y no serán discriminadas por motivos de raza, sexo, idioma, religión, política u otro estado". La cláusula constitucional sobre "coerción o incentivo" ha sido interpretada por un tribunal de distrito para prohibir no solo la conversión forzada sino también el proselitismo en el caso de un pastor misionero cristiano que usó un generador y un proyector.

### Chhoedey Lhentshog
La Ley de Organizaciones Religiosas de 2007 tiene como objetivo proteger y preservar el patrimonio espiritual de Bután mediante el registro y administración de organizaciones religiosas. Para cumplir con esos objetivos, la Ley creó el Chhoedey Lhentshog como autoridad reguladora de esas organizaciones. Este órgano está compuesto por ocho personas, seis de las cuales tienen poder de decisión: un ministro del gabinete designado por el primer ministro como presidente; el Tshugla Lopon del Gedun Dratshang, miembro ex officio; un miembro eminente del Consejo Nacional; un eminente Trulku, Khenpo o Lam nominado por los Lams del Nyingma Chhoedey; un eminente Anim nominado por los Jefes de Anim Chhoedey; un eminente Pandit nominado por los Pandits de Hindu Dharmic Samudai; un alto funcionario del Ministerio de Finanzas designado por ese ministerio; y el director de cultura, del Ministerio del Interior y Asuntos Culturales, secretario miembro ex officio. El Chhoedey Lhentshog tiene la tarea de administrar, monitorear y regular todas las organizaciones religiosas, excepto el Gedun Dratshang (supervisado por la autoridad monástica); con la promoción de los principios y valores de paz, no violencia, compasión y tolerancia; y con la creación de condiciones que permitan "el desarrollo verdadero y sostenible de una sociedad buena y compasiva enraizada en el espíritu budista". Las organizaciones religiosas, a su vez, deben ser transparentes y responsables, y "respetar el conocimiento y las costumbres indígenas, dignidad, identidad, cultura y valores de los individuos".
La Ley de Organizaciones Religiosas requiere que cada organización religiosa se registre con el Chhoedey Lhentshog, que a su vez emite un certificado de registro si la organización solicitante cumple con los requisitos de la ley. El solicitante del registro debe poseer la ciudadanía butanesa y revelar sus activos, calificaciones educativas y cualquier condena penal. En el caso de negación, la ley prevé la apelación ante los tribunales.
Cuando un grupo recibe reconocimiento a través del registro, aún requiere permiso de las autoridades locales para celebrar reuniones públicas. Recibir ayuda extranjera o invitar a oradores extranjeros está sujeto a un permiso especial del Ministerio del Interior y Asuntos Culturales. Por otra parte, las organizaciones registradas disfrutan de exención de impuestos y una serie de derechos y deberes relacionados con la personalidad corporativa. Las organizaciones deben, entre otras cosas, informar los activos, contribuciones, gastos y obligaciones al Chhoedey Lhentshog, que mantiene registros públicos. La Ley de Organizaciones Religiosas también describe requisitos específicos para el funcionamiento interno, proporcionando un marco análogo a los códigos en otros países para corporaciones religiosas o sin fines de lucro. Para todas las organizaciones religiosas, la ley especifica la estructura corporativa; requisitos de estatutos; reunión y reglas de cuórum; pasivos corporativos; reglas de recaudación de fondos; fusión; y disolución y disposición de activos. La ley codifica además los elementos de seis delitos específicamente en relación con las organizaciones religiosas y sus miembros: declaraciones falsas; información falsa o engañosa; abuso de confianza; mal uso de la inversión; cobro ilegal; y recaudación ilegal de fondos. La recaudación ilegal de fondos se define como un delito menor que resulta en una multa o suspensión o en la cancelación del registro. Todos los demás delitos se delegan al Código Penal para su definición. 
Para marzo de 2009, no se había registrado ninguna organización religiosa, y el Chhoedey Lhentshog acababa de tener su primera reunión. En septiembre de 2010, el organismo publicó una lista de catorce categorías de personalidades religiosas, incluidos gomchens, anims, trulkus, khenpos, latruels, pujariyas y pandits, a quienes se les prohibió participar en elecciones seculares; el elemento común entre las categorías fue la recepción de asistencia monetaria del gobierno. Sin embargo, algunas de esas personas sirven como funcionarios. Para noviembre de 2010, el Chhoedey Lhentshog se comprometió a discutir cómo una organización cristiana podría registrarse para representar a su comunidad en su próxima reunión semestral. Después de esa declaración, pero antes de cualquier resultado, era probable que el gobierno registrara solo una organización cristiana y esperara que representara a todos los cristianos en Bután, llamando a la unidad de los cristianos. Del mismo modo, los hindúes, que constituyen alrededor del 22 % de la población, también estaban representados por una sola entidad legal, la Hindú Dharma Samudaya (Comunidad de Religión Hindú) de Bután.

### Otras leyes sobre religión
La aplicación de la ley también refleja la política del gobierno hacia la libertad de religión, particularmente hacia la protección de las identidades religiosas de los individuos. La Ley de Seguridad Nacional prohíbe las "palabras orales o escritas, o por cualquier otro medio, que promuevan o intenten promover, por motivos de religión, raza, idioma, casta o comunidad, o por cualquier otro motivo, sentimientos de enemistad u odio entre diferentes grupos religiosos, raciales o lingüísticos o castas y comunidades". La violación de la NSA es punible con hasta 3 años de prisión, aunque no está claro que el gobierno haya aplicado esta disposición de la ley. A partir de noviembre de 2010, según los informes, el parlamento estaba en proceso de revisar el Código Penal para incluir conversiones "por la fuerza o el atractivo".
La ley de matrimonio de 1980, enmendada en 1996, aborda cuestiones de derecho de familia como el matrimonio, divorcio, adopción y custodia de los hijos. Tradicionalmente, los budistas e hindúes han resuelto estas cuestiones según su religión; sin embargo, esto está cambiando a medida que el país toma medidas para fortalecer su sistema legal. El sistema legal en evolución de Bután se basa en el derecho consuetudinario y los preceptos budistas.

## Estado de la libertad religiosa
Hasta 2007, la ley preveía la libertad de religión; sin embargo, el gobierno limitó este derecho en la práctica. El budismo mahayana es la religión del estado. El gobierno desalentó las reuniones religiosas grandes y pequeñas de no budistas, impidió la construcción de lugares de culto no budistas y que los misioneros no budistas trabajaran en el país. No se pueden construir nuevos edificios, incluidos nuevos lugares de culto, sin licencias. Si bien la ley anterior no restringía el derecho a convertirse o hacer proselitismo, el proselitismo estaba prohibido en base a una decisión del Gobierno Real. Sin embargo, no había leyes contra la publicación de material religioso.
Una subvención anual del gobierno financia el cuerpo monástico de 3.500 monjes del país. El gobierno se comprometió a proporcionar ese apoyo como resultado del programa de reforma agraria de 1956, que despojó al establecimiento monástico de amplias extensiones de tierra fértil para la redistribución entre los sin tierra. A partir de 2007, 10 de 150 miembros en la Asamblea Nacional y 2 del Consejo de Asesores Real, de 11, estaban reservados para los monjes budistas por ley y por respeto a la tradición de supervisión espiritual budista del país. No hay estipulaciones religiosas para los miembros restantes. Muchos no budistas han trabajado para el gobierno. En 2007, la Comisión Especial para Asuntos Culturales, con un sacerdote hindú como miembro, también asesoró en asuntos religiosos. Los principales días sagrados budistas son feriados estatales. El rey declaró un gran festival hindú como fiesta nacional, y la familia real participó en él.
A partir de 2007, disidentes y representantes de ONGs que viven fuera del país informaron a las fuentes del Departamento de Estado de los EE. UU. que solo las enseñanzas religiosas budistas Drukpa Kagyu y Nyingma estaban permitidas en las escuelas, y que la oración budista era obligatoria en todas las escuelas administradas por el gobierno. El gobierno sostuvo que no había un currículum religioso en las instituciones educativas modernas del país. La enseñanza budista solo estaba permitida en las escuelas monásticas y prohibida en otras escuelas. Los interlocutores locales de las ONG confirmaron que, aunque los estudiantes participaban en una sesión de oración cada mañana, no era denominacional ni obligatorio.
El gobierno exige que todos los ciudadanos se ajusten al driglam namzha, es decir, vestir el traje tradicional Ngalop en lugares públicos; sin embargo, solo se hizo cumplir estrictamente esta ley para visitas a edificios religiosos budistas, monasterios, oficinas gubernamentales, escuelas y para asistir a funciones oficiales y ceremonias públicas. Algunos ciudadanos comentaron que la aplicación de esta ley fue arbitraria y esporádica.

### Restricciones a la libertad religiosa
Los seguidores de grupos religiosos distintos del budismo e hinduismo en general tenían libertad de culto en casas particulares, pero las ONG alegaron que se les prohibía erigir edificios religiosos o congregarse en público. Algunos grupos cristianos informaron que las reuniones religiosas deben celebrarse discretamente, especialmente en las zonas rurales, por temor a las autoridades. En 2007, el Departamento de Estado de EE. UU. mencionó un edificio reportado utilizado para el culto cristiano en el sur. Hasta 2007, no se podían construir nuevos edificios, incluidos lugares de culto, sin licencias gubernamentales. Los informes de ciudadanos de etnia nepalí sugirieron que este proceso favorecía los templos budistas sobre los hindúes. El gobierno proporcionó asistencia financiera para la construcción de templos y santuarios budistas y fondos estatales para monjes y monasterios. Las ONG alegaron que el gobierno rara vez otorgaba permiso para construir templos hindúes; el último informe de tal construcción fue a principios de la década de 1990, cuando el gobierno autorizó la construcción y renovación de templos hindúes y centros de aprendizaje sánscrito e hindú y proporcionó fondos estatales para ayudar a financiar los proyectos. El gobierno argumentó que era una cuestión de oferta y demanda, con una demanda de templos budistas muy superior a la de los templos hindúes. El gobierno declaró que apoyaba numerosos templos hindúes en el sur, donde residen la mayoría de los hindúes, y proporcionó algunas becas para que los hindúes estudien sánscrito en la India.
Ciertos funcionarios de alto rango, independientemente de su religión, deben prestar juramento de fidelidad al rey, al país y al pueblo. El juramento no tiene contenido religioso, pero un lama budista lo administra. Los disidentes alegaron que a los solicitantes se les preguntó su religión antes de recibir los servicios del gobierno. En 2007, no hubo informes de negaciones de promoción a algunos de los pocos cristianos en el servicio gubernamental; sin embargo, ha habido tales informes en el pasado.
En enero de 2006, las autoridades arrestaron a dos funcionarios en la aldea de Nago, distrito de Paro, acusándolos de participar en actos de proselitismo con el falso pretexto de celebrar una reunión oficial, difamar al jefe espiritual de Bután, haciéndose pasar por funcionarios en asuntos oficiales, y dando información falsa de conformidad con las disposiciones del Código Penal y la Ley de Seguridad Nacional, ambos hombres fueron declarados culpables en un tribunal de distrito. Los grupos cristianos sostuvieron que los hombres fueron arrestados debido a sus creencias religiosas ya que, según estos grupos, fueron arrestados mientras mostraban una película cristiana en un hogar budista. Fueron sentenciados a principios de junio de 2006 en un juicio abierto con una audiencia pública a tres años y medio y tres años de prisión. No apelaron la sentencia judicial, aunque el derecho de apelación estaba previsto por la ley. El 28 de julio de 2006, ambos hombres fueron liberados después del pago de una multa.